# Domiporta manoui
Domiporta manoui is een slakkensoort uit de familie van de Mitridae. De wetenschappelijke naam van de soort is voor het eerst geldig gepubliceerd in 2011 door Huang.